# Heinrich Drimmel

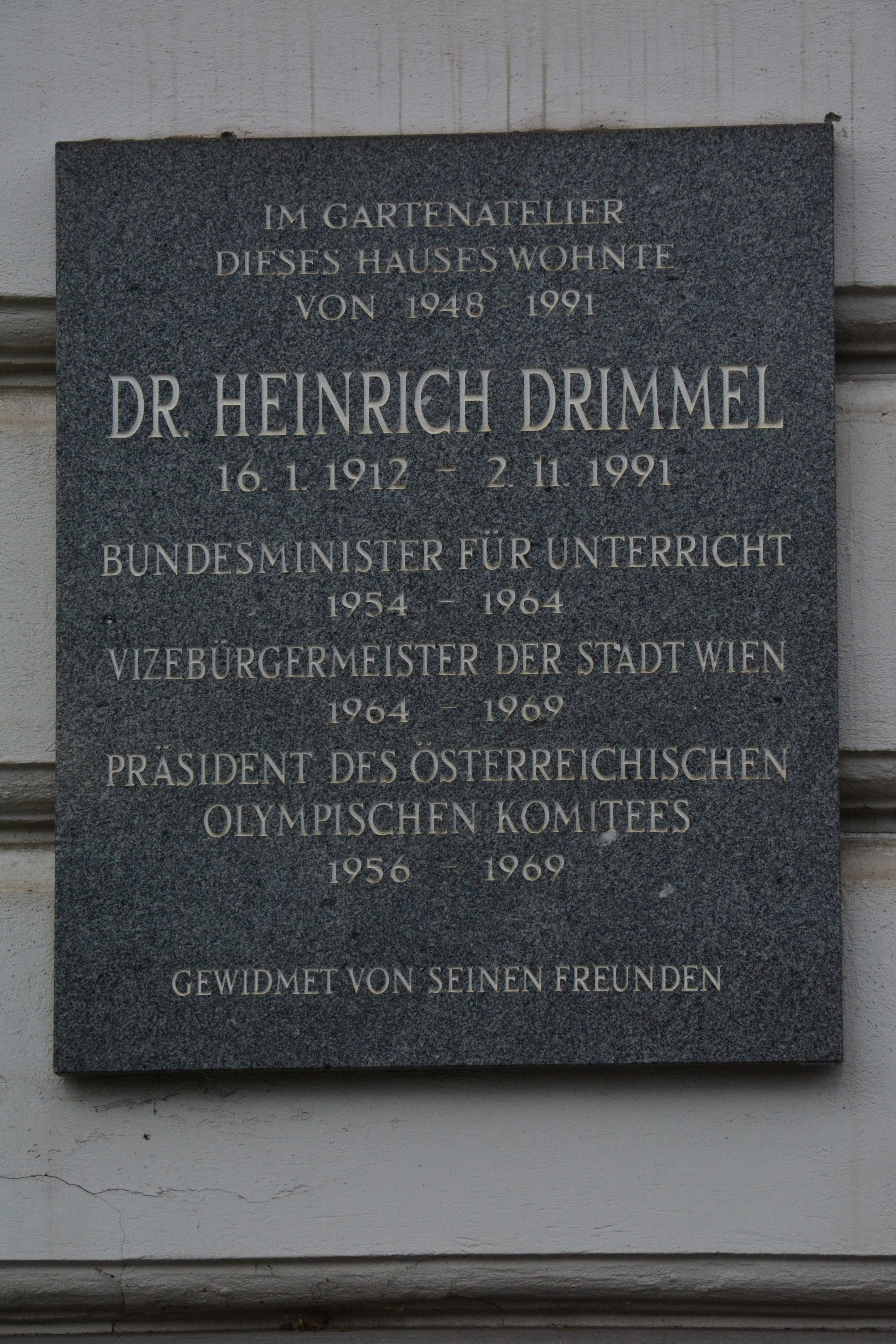
Gedenktafel für Heinrich Drimmel (Landstraßer Gürtel 3)

Heinrich Drimmel (* 16. Jänner 1912 in Wien; † 2. November 1991 ebenda) war ein österreichischer Jurist, Politiker (ÖVP) und Publizist.

## Leben
Heinrich Drimmel war der Sohn eines Polizeibeamten. Er absolvierte seine gesamte schulische und universitäre Ausbildung in Wien. 1935 schloss er sein Studium der Rechtswissenschaften an der Universität Wien mit dem Doktorat ab. Ab seinem zwölften Lebensjahr war Drimmel in katholischen Organisationen aktiv, ab seinem Hochschulstudium in führenden Funktionen. Von 1929 bis zur Auflösung 1936 gehörte er der Wiener Heimwehr und dem Studentenfreikorps des Heimatschutzes an, von 1934 bis 1937 stand er an der Spitze der studentischen Selbstverwaltung an den österreichischen Hochschulen.
Drimmel trat 1936 in den österreichischen Staatsdienst ein und arbeitete zunächst in der Finanzlandesdirektion Wien; 1937 wechselte er in das Unterrichtsressort, wo er Hochschul- und Kulturangelegenheiten bearbeitete. Nach dem „Anschluss“ wurde er 1938 zum Finanzdienst zurückversetzt. Ab 1941 war er im Kriegsdienst, dann in amerikanischer Kriegsgefangenschaft. Nach 1946 im Unterrichtsressort angestellt, war er als Sekretär von Bundesminister Felix Hurdes tätig. Ab 1952 war er Leiter der Hochschulsektion.
Von 1954 bis 1964 war Drimmel Unterrichtsminister. Er galt als konsequenter Vertreter eines konservativen Katholizismus und trat in diesem Zusammenhang in Gegensatz zur politischen Linken, aber auch zu Reformkatholiken wie Friedrich Heer. Julius Raab nannte Drimmel mehr oder weniger ironisch einen „alten Faschisten“ – eine Bezeichnung, die Drimmel selbst gerne zitierte. Gleich zu Beginn seiner Amtszeit kam es zu einer auffälligen Häufung von Berufungen ehemaliger Nationalsozialisten an die Universität Wien: Heinz Kindermann, Karl Mayrhofer, Richard Wolfram, Sylvia Klimpfinger und andere. Er setzte sich unter anderem auch für den nach Argentinien geflüchteten Nationalsozialisten und Kriegsverbrecher Oswald Menghin ein. Im Zuge seines Amtes führte er die Schulreform von 1962 durch.
Drimmel ermöglichte den Abschluss des Konkordats 1962 mit der katholischen Kirche. Ein Jahr zuvor war es ihm jedoch schon gelungen, das Bundesgesetz über die äußeren Rechtsverhältnisse der Evangelischen Kirche nach der Formel einer „freien Kirche im freien Staat“ umzusetzen, von dem der evangelische Kirchenvertreter mehr als zufrieden konstatierte, dass „an die Stelle des staatlichen Dirigismus der Josefiner die echte Autonomie der Kirche tritt. … Während die Konkordatspolitik des vorigen Jahrhunderts eine bevorrechtete, dominante Kirche anerkannte, wird nun zum erstenmal die Gleichberechtigung der Kirchen festgelegt. Zugleich aber wird die Kirche als eine dem Staat vorgegebene und von ihm unabhängige Größe anerkannt. Im Gegensatz zu der liberalistischen Trennung von Staat und Kirche gilt die Partnerschaft … als maßgebender Grundsatz. Aber gleichzeitig wird bestätigt, dass die Kirche nur in voller Freiheit gedeihen kann“. Sein kultuspolitisches Engagement und seine enge Verbindung zu den Ostkirchen bewies Drimmel über seine Ministertätigkeit hinaus als erster Präsident der Stiftung Pro Oriente von 1964 bis 1969.
In die Ära Drimmel fiel auch eine starke Entwicklung des Hochschulwesens in Österreich. 1962 kam es zur Erlassung eines Bundesgesetzes zur Gründung einer Hochschule für Sozial- und Wirtschaftswissenschaften, der späteren Kepler-Universität in Linz. Im selben Jahr wurde die Universität Salzburg wieder errichtet. Die spätere Universität für Musik in Graz wurde 1963 von einem Landeskonservatorium in eine Akademie des Bundes umgewandelt. Noch unter Drimmel kam es auch in Kärnten zur Konstituierung eines Kärntner Universitätsbundes, der zur Gründung der Universität in Klagenfurt führte.
1963 untersagte Drimmel dem Wiener Burgtheater eine für die Wiener Festwochen 1964 geplante Aufführung des Schauspiels »Die letzten Tage der Menschheit« von Karl Kraus. Der Minister nahm Anstoß an Passagen der Kraus-Satire, in denen österreichische Generäle des Ersten Weltkriegs plündern, k. u. k. Heerführer Ansichtskarten aus dem Hauptquartier an ihre Stammcafes schicken, ein Feldkurat Mörser-Detonationen mit dem Ausruf »Bumsti« kommentiert und Kaiser Franz Joseph I. das Begräbnis seines Neffen und Thronfolgers Franz Ferdinand als »freudiges Erlebnis« bezeichnet. (Der Spiegel 12/1963)
Nach dem Ministeramt war Drimmel von 1964 bis 1969 amtsführender Stadtrat in Wien sowie Landeshauptmannstellvertreter und Vizebürgermeister. In der Zeit von 1956 (Wahl am 14. März 1956) bis 1969 war er auch Präsident des Österreichischen Olympischen Comités. 1971 zog er sich aus dem politischen Leben zurück und verfasste mehrere erfolgreiche populärwissenschaftliche Werke zur österreichischen Geschichte.
Drimmel war ab 1930 Mitglied der katholischen Studentenverbindung Nordgau Wien und wurde später Mitglied zahlreicher anderer Verbindungen im Österreichischen Cartellverband (ÖCV), unter anderem der KÖStV Rudolfina Wien, KÖStV Austria Wien, AV Austria Innsbruck, KaV Norica Wien und KÖHV Franco-Bavaria Wien. Weiters war er Mitglied der Katholischen Mittelschulverbindung Austro-Germania Wien, deren Sitz 1956 unter dem Namen Leopoldina nach Gmünd, NÖ, verlegt wurde (Mittelschüler Kartell Verband, MKV).
Er ruht auf dem Wiener Zentralfriedhof (29-1-10) in einem ehrenhalber gewidmeten Grab.
Im Jahr 1997 wurde in Wien-Landstraße (3. Bezirk) der Heinrich-Drimmel-Platz nach ihm benannt. Ebenfalls in diesem Bezirk erinnert seit 12. November 2001 an seinem letzten Wohnhaus, Landstraßer Gürtel 3, eine Gedenktafel an ihn.

## Ehrungen
- 1958: Großes Goldenes Ehrenzeichen am Bande für Verdienste um die Republik Österreich[8]
- 1964: Österreichische Olympia-Medaille
- Komturkreuz des Ehrenzeichens des Landes Burgenland
- 1959: Großkreuz des Verdienstordens der Bundesrepublik Deutschland[9]
- 1958: Großkreuz des spanischen Ordens Alfons X. des Weisen
- Großkreuz des königlich norwegischen St. Olaf Ordens
- Großkreuz des königlich niederländischen Ordens von Oranien-Nassau
- Großkreuz des päpstlichen Gregoriusordens
- Bayerischer Verdienstorden
- päpstliche Benemerenti-Medaille
- 1963: Ehrendoktorwürde (LLD) Katholische Universität von Amerika (Washington D.C.)[10]
- 1963: Ehrendoktorwürde (LLD) Georgetown University (Washington D.C.)[11]
- 1965: Ehrensenator der Universität Wien
- 1968: Ehrensenator der Universität Salzburg
- 1977: Bürger der Stadt Wien
- 1988: Ehrenband „in vestigiis Wollek“, höchste Auszeichnung des Österreichischen Cartellverbandes (ÖCV)
- Opilio Rossi Medaille der Arbeitsgemeinschaft katholischer Verbände Österreichs (AKV)
- 2014: Ehrenbürgerschaft (posthum) der Westungarischen Universität Ödenburg für die Unterstützung der im Zuge des Ungarischen Volksaufstandes 1956 geflüchteten Studenten und Lehrkräfte.[12]

## Werke (Auswahl)
- Die Antipoden. Die Neue Welt in den USA und das Österreich vor 1918. Amalthea-Verlag, Wien 1984, ISBN 3-85002-194-7.
- Kaiser Franz. Ein Wiener übersteht Napoleon. Amalthea-Verlag, Wien 1981, ISBN 3-85002-141-6.
- Franz von Österreich. Kaiser des Biedermeier. Amalthea-Verlag, Wien 1982, ISBN 3-85002-165-3 (Fortsetzung von „Kaiser Franz“).
- Franz Joseph. Biographie einer Epoche. Amalthea-Verlag, Wien 1992, ISBN 3-85002-173-4.
- Gott erhalte. Biographie einer Epoche. Ullstein, Frankfurt am Main 1989, ISBN 3-548-33111-4.
- Gott mit uns. Das Ende einer Epoche. Ullstein, Frankfurt am Main 1989, ISBN 3-548-33110-6.
- Gott sei uns gnädig. Die Welt von Josef Stalin bis Jimmy Carter. Amalthea-Verlag, Wien 1980, ISBN 3-85002-114-9.
- Die Häuser meines Lebens. Erinnerungen eines Engagierten. Amalthea-Verlag, Wien 1975, ISBN 3-85002-061-4.
- Österreich 1918-38. Amalthea-Verlag, Wien

1. Vom Umsturz zum Bürgerkrieg. Österreich 1918–1927. 1985, ISBN 3-85002-206-4.
2. Vom Justizpalastbrand zum Februaraufstand. Österreich 1927–1934. 1986, ISBN 3-85002-221-8.
3. Vom Kanzlermord zum Anschluß. Österreich 1934–1938. 1987, ISBN 3-85002-241-2.

- Vom Anschluß zum Krieg. „Hitler, c’est la guerre“. Amalthea-Verlag, Wien 1989, ISBN 3-85002-274-9.